# Kanton Pont-de-l'Arche
Pont-de-l'Arche is een kanton van het Franse departement Eure. Het kanton maakt deel uit van het arrondissement Les Andelys.

## Gemeenten
Het kanton Pont-de-l'Arche omvatte tot 2014 de volgende 10 gemeenten:
- Alizay
- Criquebeuf-sur-Seine
- Les Damps
- Igoville
- Le Manoir
- Martot
- Montaure
- Pîtres
- Pont-de-l'Arche (hoofdplaats)
- Tostes

Na de herindeling van de kantons bij decreet van 25 februari 2014, met uitwerking op 22 maart 2015 telde het kanton 21 gemeenten.

Op 1 januari 2017 werden de gemeenten Tostes en Montaure samengevoegd tot de fusiegemeente Terres de Bord.
Sindsdien omvat het kanton volgende gemeenten: 
- Acquigny
- Alizay
- Amfreville-sur-Iton
- Crasville
- Criquebeuf-sur-Seine
- Les Damps
- La Haye-le-Comte
- La Haye-Malherbe
- Igoville
- Le Manoir
- Martot
- Le Mesnil-Jourdain
- Pinterville
- Pîtres
- Pont-de-l'Arche
- Quatremare
- Surtauville
- Surville
- Terres de Bord
- La Vacherie